# Pseudopodisma transilvanica
Pseudopodisma transilvanica är en insektsart som beskrevs av Galvagni och Fontana 1993. Pseudopodisma transilvanica ingår i släktet Pseudopodisma och familjen gräshoppor. Inga underarter finns listade i Catalogue of Life.